# Bukovje v Babni Gori
Bukovje v Babni Gori je naselje u slovenskoj Općini Šmarje pri Jelšahu. Bukovje v Babni Gori se nalazi u pokrajini Štajerskoj i statističkoj regiji Savinjskoj. 

## Stanovništvo
Prema popisu stanovništva iz 2002. godine naselje je imalo 85 stanovnika.